# Sauralski
Sauralski (russisch Заура́льский) ist eine Siedlung städtischen Typs in der Oblast Tscheljabinsk (Russland) mit 7884 Einwohnern (Stand 14. Oktober 2010).

## Geographie
Die Siedlung liegt im östlichen Vorland des südlichen Ural, gut 40 km Luftlinie südsüdwestlich der Oblasthauptstadt Tscheljabinsk.
Sauralski gehört zum Rajon Jemanschelinski, befindet sich gut 6 km nordwestlich von dessen Verwaltungszentrum Jemanschelinsk und ist Sitz und einzige Ortschaft der Stadtgemeinde Sauralskoje gorodskoje posselenije.

## Geschichte
Der Ort entstand ab 1911, als die Eisenbahnstrecke von Tscheljabinsk nach Troizk vorbeigeführt wurde und um die dort 1915 eröffnete Station für die damalige Staniza Jemanschelinskaja – die heutige Stadt Jemanschelinsk – eine Siedlung wuchs. 1929 wurde bei der Bahnstation mit der Errichtung des Jemanschelinsker Mechanischen Werkes begonnen, das bald als Zulieferer für das Tscheljabinsker Traktorenwerk fungierte. 1942 wurde während des Zweiten Weltkriegs eine Maschinenfabrik aus Rostow am Don nach dort evakuiert; ab 1948 wurde das Werk erneut erweitert. Am 10. Oktober 1961 erhielt die Ortschaft den Status einer Siedlung städtischen Typs; der Name bezieht sie auf seine Lage „hinter“ dem Ural aus Sicht des europäischen Landesteils (russisch sa Uralom).

### Bevölkerungsentwicklung
| Jahr | Einwohner |
| ---- | --------- |
| 1970 | 4426      |
| 1979 | 6012      |
| 1989 | 7926      |
| 2002 | 7834      |
| 2010 | 7884      |

Anmerkung: Volkszählungsdaten

## Verkehr
Im Sauralski befindet sich der Bahnhof Jemanschelinsk an der Strecke Tscheljabinsk – Troizk – Orenburg. Nördlich der Station zweigt eine Strecke über Perwomaiski (Station Klubnika) nach Poletajewo am heutigen Südzweig der Transsibirischen Eisenbahn ab, südlich eine Güteranschlussstrecke zu einem 25 km südwestlich gelegenen Marmorvorkommen bei Kojelga.
Einen Kilometer östlich der Siedlung führt die föderale Fernstraße A310 von Tscheljabinsk über Troizk zur kasachischen Grenze vorbei.